# Rachel P. Maines
Rachel Pearl Maines (* 8. Juli 1950 in Brookline, Massachusetts) ist eine US-amerikanische Technikhistorikerin. Ihr Buch The Technology of Orgasm gewann den Herbert Feis Award der American Historical Association. Allerdings wurden ihre Behauptungen im Buch in wissenschaftlichen Arbeiten als nicht haltbar zurückgewiesen.

## Leben
Maines erwarb 1971 den BA in Altertumswissenschaften im Spezialgebiet antike Wissenschaft und Technologien an der University of Pittsburgh. Den Ph.D. in angewandter Geschichte und Sozialwissenschaft erhielt sie an der Carnegie Mellon University 1983 mit einer Dissertation Textiles for Defense: Emergency Policy for Textiles and Apparel in the Twentieth Century. Textilien und Nadelarbeit waren ihre ersten Themen, sie begründete das Center for the History of American Needlework in Pittsburgh mit (Direktorin bis 1982). Sie arbeitete lange auch als freie Historikerin
Von 2005 bis 2015 war sie Gastlehrer bzw. Gastwissenschaftlerin an der Cornell University’s School of Electrical and Computer Engineering. Seit Oktober 2016 gehört sie dem Seminar für Geschichte und Philosophie der Wissenschaften der Columbia University New York an.

## Forschung
Bei der Forschung stieß sie in Frauenmagazinen des späten 19. und frühen 20. Jahrhundert auf versteckte Anzeigen für Vibratoren, die für eine Nackenmassage o. ä. einzusetzen waren, doch wurde darauf hingewiesen, dass auch die „Jugendfreuden“ zurückkämen. Der erste Aufsatz zum Thema ließ sie ihre Assistenzprofessur an der Clarkson University 1986 verlieren. Mit dem Beitrag Socially Camouflaged Technologies: The Case of the Electromechanical Vibrator  in der Zeitschrift Society and Technology trat sie 1989 hervor. Die Herausgeber hatten ihn für zuerst einen Witz gehalten. Ihr Buch 1998 trug den Untertitel Hysteria, the Vibrator, and Women’s Sexual Satisfaction.
Viele Behauptungen des Buches wurden bezweifelt, so zur antiken Literatur von der Althistorikerin Helen King und Forschern der Wellcome Collection. Auch die Behauptung, viktorianische Ärzte hätten routinemäßig Vibratoren zur Behandlung von Hysterie eingesetzt, indem sie Frauen so zum Orgasmus brachten, wurde bestritten.
Das Buch Asbestos and Fire: Technological Trade-offs and the Body at Risk erschien 2005. Maines kehrte 2009 zurück zur Geschichte der Nadelarbeit, wobei sie eine Evolution von industrieller Arbeit zu einem Hobby sah.

## Schriften
- The Technology of Orgasm. Hysteria, the Vibrator, and Women’s Sexual Satisfaction, Johns Hopkins University Press, 1999. ISBN  978-0801859410
- Asbestos and Fire: Technological Trade-offs and the Body at Risk, Rutgers University Press, 2005 und 2013.
- Hedonizing Technologies: Paths to Pleasure in Hobbies and Leisure, Johns Hopkins University Press, 2009. ISBN 978-0801891465

## Einzelbelege
1. ↑  Sexton, Sharon (12. Dezember 1975). "Needle Art Reveals History", Mansfield News Journal, S. 22.
2. 1 2  Kling, Cynthia (14. August 1999). "Objects of Desire". The Independent. Abgerufen am 26. Dezember 2016.
3. ↑  Upson, Sandra (1. August 2007). "Tracing the Technology of Pleasure, Rachel Maines's quirky research project makes it to the big screen". IEEE Specturm. Abgerufen am 26. Dezember 2016.
4. ↑  King, Helen (2011). "Galen and the widow: towards a history of therapeutic masturbation in ancient gynaecology" EuGeStA: Journal on Gender Studies in Antiquity, 1, S. 205–235. Abgerufen am 8. August 2018.
5. ↑  Lieberman, H., & Schatzberg, E. (2018). "A failure of academic quality control: The Technology of Orgasm," Journal of Positive Sexuality, Vol. 4, No. 2, S. 24–47.
6. ↑  Hallie Lieberman:  (Almost) Everything You Know About the Invention of the Vibrator Is Wrong In: The New York Times, 23. Januar 2020. Abgerufen am 20. Oktober 2020
7. ↑  Sarah Scheidmantel: Wrrrmmm und "Ahhhh"? So ein Quatsch. In: Zeitonline. 22. Januar 2021, abgerufen am 28. Juni 2023.
8. ↑  Knowles, Scott Gabriel (Januar 2007). "Review: Asbestos and Fire: Technological Trade-Offs and the Body at Risk by Rachel Maines". Technology and Culture, Vol. 48, No. 1, pp. 175–177. 26. Dezember 2016
9. ↑  Fischer, Suzanne (7. November 2011). "The Technology of Socks in a Time of War, A historian traces the history of humble footwear in the trenches". The Atlantic.
10. ↑  Gelber, Steven M. (2010). "Review: Hedonizing Technologies: Paths to Pleasure in Hobbies and Leisure by Rachel P. Maines The Business History Review, Vol. 84, No. 2, pp. 400–402.

| Personendaten    | Personendaten                                              |
| ---------------- | ---------------------------------------------------------- |
| NAME             | Maines, Rachel P.                                          |
| ALTERNATIVNAMEN  | Maines, Rachel Pearl (vollständiger Name)                  |
| KURZBESCHREIBUNG | US-amerikanische Technikhistorikerin und Hochschullehrerin |
| GEBURTSDATUM     | 8. Juli 1950                                               |
| GEBURTSORT       | Brookline, Massachusetts                                   |